# Juli Sabí
Juli Sabí (en llatí Julius Sabinus) era un cap dels lingons, que es va unir a la revolta dels bataus l'any 70.
Tenia la falsa idea que era descendent de Juli Cèsar i es va fer donar el títol de cèsar pels seus seguidors. Amb un exèrcit de lingons va atacar els sèquans, però va ser derrotat i es va retirar a una vil·la de la seva propietat, que va cremar i es va suposar que havia mort a les flames, però en realitat s'havia amagat a unes cambres subterrànies on els seus amics i la seva dona Eponina o Peponila el van tenir amagat durant 9 anys.
Finalment va ser capturat i portat a Roma on Vespasià el va fer executar, segons diuen Tàcit i Plutarc.